# Sam Kinsey
Sam Kinsey ist ein US-amerikanischer Schauspieler. Bekanntheit erlangte er vor allem durch seine Rolle des Beauregard „Beau“ Langdon in der Fernsehserie American Horror Story, aber auch durch seine Rolle als Billy Loomis in der Webserie Youthful Daze.

## Leben
Erste Erfahrungen in Film und Fernsehen sammelte er im Jahre 2011 in der DVD-Veröffentlichung A Haunting in Salem, wo er als Sheriff Underhills Sohn in Erscheinung trat. Noch im gleichen Jahr kam er in den erweiterten Cast der Serie American Horror Story, in der er in drei verschiedenen Folgen den durch seine Krankheit Craniodiaphysealer Dysplasie gezeichneten Beauregard „Beau“ Langdon darstellt, der im weiteren Verlauf der Serie ermordet und als Geist erneut zu sehen ist. Bereits ein Jahr später wurde Kinsey für die Webserie Youthful Daze gecastet, in der er in insgesamt vier Episoden als Billy Loomis zu sehen war, allerdings nach nur kurzer Zeit wieder aus der Serie ausschied. Seitdem konnte er kein namhaftes Engagement mehr vorweisen.

## Filmografie
- 2011: A Haunting in Salem
- 2011, 2018: American Horror Story (Fernsehserie, 4 Episoden)
- 2012: Youthful Daze (Fernsehserie, 4 Episoden)